# Eneu
Eneu na mitologia grega foi um rei de Calidão. Seus filhos foram Meleagro, Dejanira  e Tideu 

## Família
Seu pai, Portaon, era filho de Agenor, filho de Pleuro, e de Epicasta, filha de Calidão. Sua mãe, Eurite, era filha de Hipodamas, filho do deus-rio Aqueloo com Perimede, filha de Éolo e Enarete.
Portaon e Eurite tiveram cinco filhos, Eneu, Agrios, Alcatos, Melas e Leucopeu, e uma filha, Estérope. Em algumas versões do mito, Estérope e Aqueloo (que, pela genealogia de Pseudo-Apolodoro, seria seu bisavô) são os pais das sirenes.

## Relação com a história dos Sete contra Tebas
Tideu, filho de Eneu, foi exilado de Calidão por ter morto um seu parente próximo, e, indo para Argos, tornou-se um dos Sete contra Tebas.
Existem várias versões sobre quem Tideu matou; uma delas foi que sua vítima foi Alcatos, irmão do seu pai Eneu. Outras versões são os oito filhos de Melas, irmão de Eneu, que plotavam contra o rei, ou segundo Ferecides de Leros, Tideu teria matado o próprio irmão Olênias. De acordo com Diodoro Sículo, Tideu matou seus primos Alcatos e Licopeu.

## Disputa por Calidão
Eneu e Ágrio eram filhos de Portaon; Ágrio, vendo que Eneu não tinha filhos, expulsou-o do reino. Depois da Guerra de Troia, Diomedes, filho de Tideu e Deipile, sabendo que seu avô havia sido expulso do reino, uniu-se a Estênelo, filho de Capaneu, lutou com Lycopeus, filho de Ágrio, matou-o, e expulsou Ágrio, restaurando o reino a Eneu.